# Timonium, Maryland
Timonium, Maryland (енгл. Timonium) насељено је место без административног статуса у америчкој савезној држави Мериленд.

## Демографија
По попису из 2010. године број становника је 9.925.
| Група             | 2000.    | 2010.         |
| Белци             | 0 (0,0%) | 8.360 (84,2%) |
| Афроамериканци    | 0 (0,0%) | 337 (3,4%)    |
| Азијати           | 0 (0,0%) | 770 (7,8%)    |
| Хиспаноамериканци | 0 (0,0%) | 294 (3,0%)    |
| Укупно            | 0        | 9.925         |